# Нестеров, Герман Михайлович
Герман Михайлович Нестеров — советский хозяйственный и политический деятель.

## Биография
Родился в 1911 году в Нижнем Новгороде. Член КПСС.
Окончил Ленинградский политехнический институт.
В 1937—1942 гг. — старший инженер, диспетчер производственного отдела, заведующий производством, директор Государственного союзного завода № 223.
В 1942—1943 гг. — директор завода имени Козицкого.
В 1943—1949 гг. — заведующий отделом электропромышленности Ленинградского городского комитета ВКП(б), первый секретарь Василеостровского и Невского райкомов ВКП(б).
В 1949—1950 гг. — мастер завода «Красный гвоздильщик».
Репрессирован по ленинградскому делу, оправдан.
В 1954—1976 гг. — директор завода «Равенство».
За создание специализированной информационно-управляющей системы был в составе коллектива удостоен Ленинской премии 1972 года закрытым Постановлением.
Умер в 1986 году в Ленинграде.

## Награды
- Орден Ленина
- Орден Трудового Красного Знамени
- Орден Красной Звезды
- Орден Знак Почёта (дважды)